# Лодейнопольский округ
Лодейнопольский округ — административно-территориальная единица Ленинградской области, существовавшая в 1927—1930 годах.
Лодейнопольский округ был образован в 1927 году. Центром округа был назначен город Лодейное Поле.
Округ был разделён на 10 районов:
- Андомский
- Винницкий вепсский национальный
- Вознесенский
- Вытегорский
- Ковжинский
- Лодейнопольский
- Оштинский
- Оятский
- Пашский
- Подпорожский

По данным на 1929 год, в округе существовало 19 национальных сельсоветов:
- В Винницком районе — Каргинский, Киницкий, Мягозерский, Немжинский, Озерский, Оять-Ладвинский, Пелдушский, Саразерский, Ярославский вепсские
- В Лодейнопольском районе — Карельский карельский
- В Оштинском районе — Кривозерский, Нажмозерский, Пелкасский, Пяжезерский, Сяргозерский, Торозерский, Шимозерский вепские
- В Оятском районе — Вонозерский, Надпорожский вепские[1].

30 июля 1930 года Лодейнопольский округ, как и большинство остальных округов СССР, был упразднён. Его районы отошли в прямое подчинение Ленинградской области.